# Culcita coniifolia
Culcita coniifolia là một loài dương xỉ trong họ Culcitaceae. Loài này được Hook. Maxon mô tả khoa học đầu tiên năm 1912.